# 途虎养车

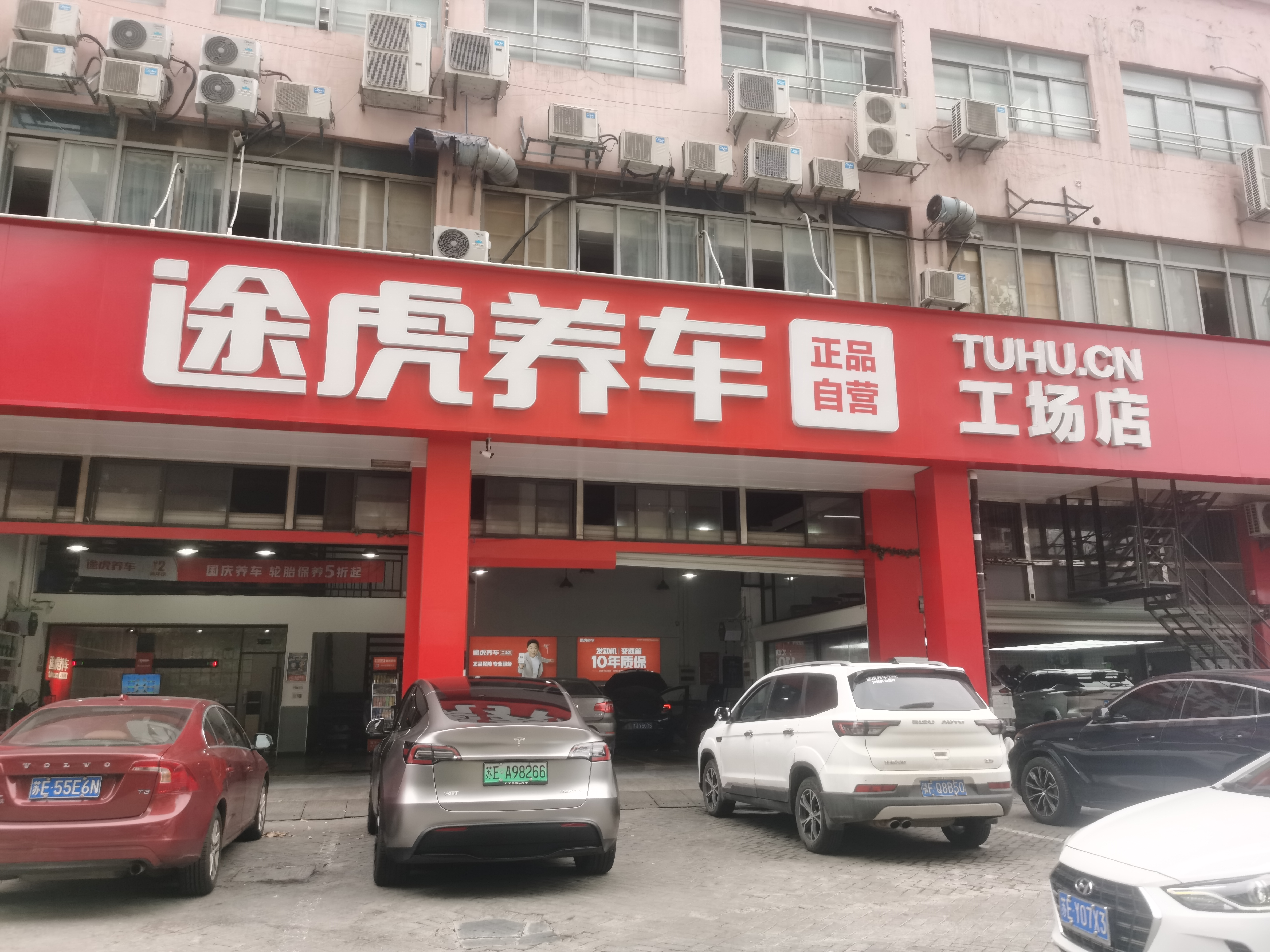
位于江苏省苏州市的一家途虎养车工场店

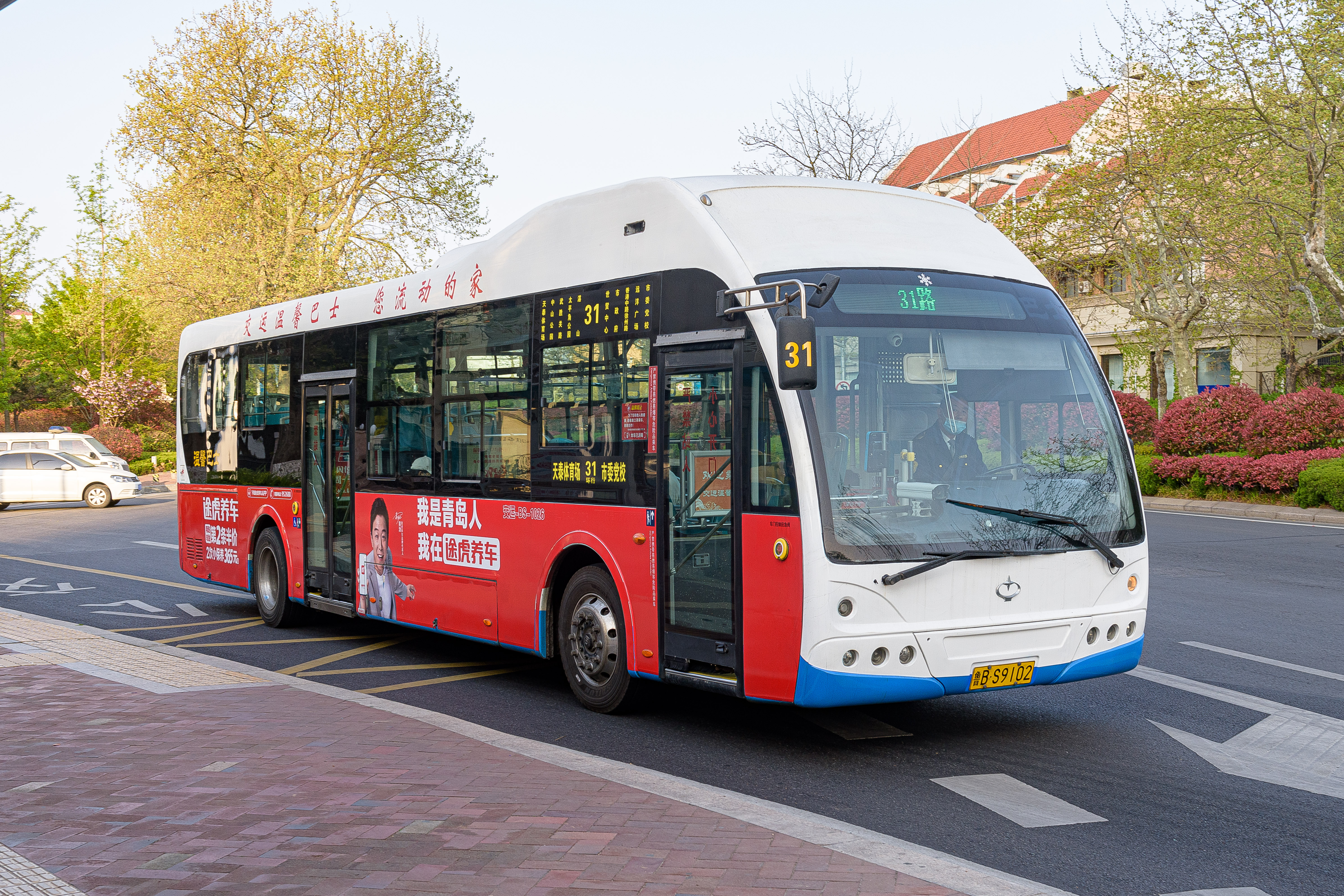
青岛公交31路上的途虎养车巴士广告，带有代言人黄渤肖像

途虎养车（港交所：9690）是中华人民共和国的一个O2O汽車服務平臺，成立于2011年，总部位于上海市閔行區，主营业务为配件更换、汽車保養、維修、汽車美容等各项汽车服务，消费者可通过线上平台下单并在线下享受服务。该公司在开曼群岛注册，其在中国大陆的经营主体为上海阑途信息技术有限公司。

## 历史
途虎养车是由陈敏、胡晓东、朱炎共同创立的。创始人之一陈敏出生于1981年，2003年毕业于上海财经大学经济学专业，先后在微创软件、惠普、车盟中国、百姓网、易到网络等公司任职，做过质量分析专员、软件工程师和IT运营经理等不同职业。陈敏在車盟中國工作期间發現，當時汽車維修費用较高，一條輪胎的价格在1000至2000元之间，一次保养也要上千元。2005年，中国大陆人均年收入仅26000多元人民币，相较于国外较低的价格和较高的收入，潜藏着巨大的商业空间。于是在2011年，陳敏与另外一個創始人胡曉東拿出積蓄30萬人民币，又找同學凑钱，在上海成立途虎養車，正式進入汽車售後服務市場。当时的中国大陆汽車售後服務呈现两极化，一邊是傳統汽車4S店，服務價格昂貴；另一边是路邊汽車維修店，虽然价格便宜，但其服务质量无法保障。根据陳敏的初步想法，消費者可以先在網路預約，再前往線下門店體驗服務，实现「省時、省錢、安全」的目标。最終，途虎養車将切入點放在單品輪胎上，创立初期仅从事輪胎更换業務。
陈敏创业团队起步时，最初總投資額不超過人民幣200萬，但200萬的金额被团队花了两年，用于投放廣告、網站开发、伺服器租用、购置電腦等用途。期间陳敏和夥伴到線下汽修門店談合作，初期门店负责人一度以“高科技”为由拒绝合作。后来陈敏的團隊不再提“互聯網”一词，强调自己是“車友會”，以介紹會員到店裡來合作為理由。经过双方讨论，门店负责人决定与途虎合作，并在五年内开设两家门店。此后这三家门店成为途虎養車的示範門店。
2012年，途虎在上海设立物流中心，帮助促进江苏及上海地区的配送服务。当时一条轮胎运费高，无法保证准时送达，且快递业务员不愿意送轮胎，于是陈敏决定购入两辆五菱宏光，建立自己的配送队伍。2013年4月，途虎获得原子创投的种子轮融资，之后几乎每一年都有融资。截至上市当年，腾讯是途虎养车第一大外部投资者，也是其第一大股东，双方也进行了多年的营销合作。
2014年，途虎养车推出手机客户端，并将服务范围拓展到包括轮胎在内的30余种汽车服务。
2016年7月12日，亚夏汽车发布公告，以1亿元投资途虎养车2.03%股权，成为D轮融资的一部分。2018年9月，途虎养车宣布完成由腾讯、凯雷资本、红杉资本等领投的新一轮融资，途虎还将与腾讯在智慧零售、供应链金融上进行更进一步的合作。
2022年1月21日，途虎养车向港交所递交招股书。此后又于8月29日递表，后因数据过期导致文件失效。2023年3月，途虎养车再次向港交所递交招股书，并于8月23日通过港交所上市聆讯。9月26日，途虎养车在港交所主板挂牌上市，每股发行价为28港元，募资净额10.81亿港元，成为2023年香港最大的TMT IPO项目，也是唯一一家最终募资规模超1亿美元的TMT企业。

## 业务
途虎养车主营业务包括轮胎、机油、汽车保养、汽车美容、车品等，为用户提供线上预约与线下安装一体的汽车后市场服务。为满足新能源汽车车主的服务需求，途虎在2021年与蜂巢在内的多家电池厂达成合作，并在全国25个省的300多个城市开展动力电池维修服务；2022年又与特来电达成战略合作协议，进行售后运维、新能源汽车检测、充电桩销售等多维度的合作。此外途虎还与零跑汽車、北汽極狐等整车厂商達成戰略合作协议。在培训上，途虎拥有完善的新能源技师培训体系，同时采用校企合作的方式，与职业院校开设新能源班、共同研发新能源课程，以此培养相关人才。
截至2023年3月31日，「途虎養車」客户端拥有超过1亿名注册用户，其中交易用戶1710万名，平均月活躍用戶1020万名，擁有4,770家途虎工場店（160家为直营，其余均为加盟形式）和19,624家合作門店。根据2022年的全年收入规模和截至2023年3月底运营的汽车服务门店数量计算，途虎养车为中国最大的独立汽车服务平台，主要竞争对手是京东集团旗下的京东养车，以及阿里巴巴集团旗下的天猫养车。在途虎养车新股开始认购的第一天，京东养车即推出“震虎价”促销活动，号称“商品都要比友商低5%”，引发关注。
在商业合作方面，途虎养车在2015年9月与艺人柳岩签约，成为其首个形象代言人；2016年3月又与12名SNH48成员签约成为其代言人，其中包括费沁源。2020年5月，途虎养车与演员黄渤签约，成为新一任品牌代言人。

## 荣誉
途虎养车先后获得过中華人民共和國商務部授予的“全國電子商務示範企業”、中國連鎖經營協會授予的“中國加盟商百強”、上海市科學技術委員會授予的“高新技術企業”、上海市經濟和信息化委員會授予的“上海軟件和信息技術服務百強”，上海市發展和改革委員會授予的“上海市產教融合型試點企業”等荣誉称号。根据2023年胡润研究院发布的《2023全球独角兽榜》，途虎养车以300亿元人民币的价值位居第188位。